# Arabischer Rippen-Falterfisch
Der Arabische Rippenfalterfisch (Chaetodon melapterus) ist eine Art aus der Familie der Falterfische.

## Merkmale
Der Arabische Rippen-Falterfisch erreicht eine maximale Länge von 13 Zentimetern.
Der Fisch hat einen gelblichen, hochrückigen und seitlich abgeflachten Körper. Sein Kopf wird von drei schwarzen Bändern überzogen, wobei eins davon über die Schnauze des Fisches, das mittlere über das Auge des Fisches und das dritte direkt hinter dem Auge verläuft. Außerdem sind auch die Schwanz-, Rücken- und die Analflosse des Arabischen Rippen-Falterfisches schwarz gefärbt und weisen einen gelben Rand auf. Die Brustflossen sind durchsichtig.
- Flossenformel: Dorsale XIII/19-21, Anale III/18-19[1]

## Verbreitung
Das Verbreitungsgebiet des Arabischen Rippen-Falterfisches erstreckt sich über den westlichen Indischen Ozean: Die Fischart kommt sowohl im Persischen Golf als auch entlang der östlichen Küste der Arabischen Halbinsel über den Golf von Aden und den Golf von Oman bis im südlichen Roten Meer vor.

## Vorkommen und Verhalten
Der Arabische Rippen-Falterfisch ist meist in Küstenriffen mit üppigem Korallenbewuchs sowie sandigen Stellen anzutreffen, wo er sich in einer Tiefe von 2 bis 16 Metern aufhält.
Der Fisch ernährt sich überwiegend von Korallenpolypen. Die Fische sind getrenntgeschlechtlich und eierlegend, wobei die Befruchtung außerhalb des Körpers stattfindet. Der Arabische Rippen-Falterfisch ist in der Regel paarweise anzutreffen; zumindest zur Fortpflanzungszeit. Jedoch kommen die Fische gelegentlich auch in größeren Gruppen, die über 20 Individuen umfassen, vor. Die Fische sind ziemlich widerstandsfähig, was sich darin widerspiegelt, dass sich ihre Population in weniger als 15 Monaten verdoppelt.

## Taxonomie und Benennung
Der Arabische Rippen-Falterfisch wurde zuerst 1863 vom französischen Zoologen Guichenot formell beschrieben, wobei als Typenfundort die Insel Réunion angegeben wurde. Die Angabe zum Typenfundort ist vermutlich nicht korrekt, da die Fischart nicht bei den Maskarenen vorkommt. Das Artepitheton bezieht sich auf die schwarz gefärbten Rücken-, Schwanz- und Analflossen.

## Systematik
Der Arabische Rippen-Falterfisch ist eng mit dem Rotmeer-Rippen-Falterfisch, dem Pazifischen Rippen-Falterfisch und dem Indischen Rippen-Falterfisch verwandt. Zusammen bilden sie die Untergattung Corallochaetodon. Diese Untergattung ist wahrscheinlich eng mit der Untergattung Citaroedus verwandt, zu der beispielsweise der Meyers Falterfisch gehört.

## Gefährdung
Aufgrund seiner auf Korallen basierenden Ernährungsweise ist es möglich, dass sich der Bestand an Arabischen Rippen-Falterfischen verringert, jedoch wurde bis jetzt noch keine Abnahme der Bestände dokumentiert. Der Arabische Rippen-Falterfisch wird selten für den Aquarienhandel gefangen, was keine schwerwiegenden Auswirkungen auf die Population zu haben scheint. Die IUCN stuft den Arabischen Rippen-Falterfisch als nicht gefährdet ein.